# Meliatsky profil
Meliatsky profil este o arie protejată (arie specială de conservare — SAC, sit de importanță comunitară — SCI) din Slovacia întinsă pe o suprafață de 11,9 ha, integral pe uscat.

## Localizare
Centrul sitului Meliatsky profil este situat la coordonatele 48°30′55″N 20°19′18″E / 48.515258°N 20.321786°E.

## Înființare
Situl Meliatsky profil a fost declarat sit de importanță comunitară în septembrie 2015 pentru a proteja 2 specii de plante. Situl a fost protejat și ca arie specială de conservare în octombrie 2017.

## Biodiversitate
Situată în ecoregiunea panonică, aria protejată conține 3 habitate naturale: Pajiști carstice calcaroase sau bazofile, de Alysso-Sedion albi, Pante stâncoase calcaroase cu vegetație casmofită, Pajiști uscate seminaturale și facies de acoperire cu tufișuri pe substraturi calcaroase (Festuco-Brometalia) (* situri importante pentru orhidee).
La baza desemnării sitului se află mai multe specii protejate de  plante (2): Pontechium maculatum subsp. maculatum, sisinei (Pulsatilla grandis).